# آندره کویپرس
آندره کویپرس (به انگلیسی: André Kuipers) فضانورد اهل کشور هلند است که در ۵ اکتبر ۱۹۵۸ میلادی در آمستردام زاده شد. وی در مأموریت سایوز تی‌ام‌ای-۴، سایوز تی‌ام‌ای-۳، سایوز تی‌ام‌ای-۰۳ام، اکسپدییشن ۳۰ ، اکسپدییشن ۳۱ حضور داشته است.